# Пойкілотермні організми
Пойкілоте́рмні органі́зми (грец. ποικιλος — мінливий і грец. θέρμη — тепло) — організми, які не спроможні підтримувати температуру тіла на стабільному рівні. До пойкілотермних організмів належать усі безхребетні, а з хребетних — круглороті, риби, земноводні і плазуни. Терморегуляція пойкілотермних організмів на відміну від гомойотермних тварин недосконала. Лише при руховій активності температура тіла пойкілотермного організму може значно відрізнятися від температури зовнішнього середовища (наприклад, у тунця під час швидкого плавання, вона перевищує температуру морської води на 10º, у джмеля в повітрі вона становить 38—40ºС при температурі повітря 4—8ºС). При підвищенні або зниженні температури середовища за межі оптимальної пойкілотермні організми впадають у заціпеніння або гинуть. 

## Джерело
Біологічний словник / за ред. I. Г. Підоплічка. — К. : Головна редакція УРЕ, 1974. — Т. 3. — 552 с.